# Hồ Atitlan
Hồ Atitlan (tiếng Tây Ban Nha:Lago de Atitlán) là một hồ lớn tại cao nguyên Guatemala. Dù nó được công nhận là hồ sâu nhất ở Trung Mỹ, đáy hồ này vẫn chưa được thăm dò hoàn chỉnh. Người ta ước tính hồ này có chiều sâu tối đa 340 m. Chung quanh hồ là các núi dựng đứng và có 3 núi lửa ở bờ nam của hồ.
Hồ này được đưa vào danh sách ứng cử viên bầu chọn 7 kỳ quan thế giới mới, một cuộc bầu chọn trên mạng internet.

## Địa lý
Hồ Atitlán là hồ sâu nhất ở Trung Mỹ với độ sâu tối đa khoảng 340 m (1,120 ft) [1] với độ sâu trung bình là 220 mét. Diện tích bề mặt của nó là 130,1 km2. Hồ có kích thước khoảng 12 đến 5 km với khoảng 20 km3 diện tích mặt nước. Atitlán về mặt kỹ thuật là một hồ nước nội lưu, đưa nước vào hai con sông gần đó hơn là chảy ra biển. Nó được hình thành bởi các vách đá xung quanh sâu và ba ngọn núi lửa ở phía nam của nó. Hồ chứa hồ là núi lửa có nguồn gốc, làm đầy một miệng núi lửa khổng lồ được hình thành bởi một vụ phun trào 84.000 năm trước. Văn hoá của các thị trấn và làng xung quanh hồ Atitlán bị ảnh hưởng bởi người Maya. Hồ có chiều dài khoảng 50 km (31 dặm) về phía tây-tây bắc của Antigua. Không nên nhầm lẫn với Hồ Amatitlán nhỏ hơn.
Hồ Atitlán nổi tiếng là một trong những hồ đẹp nhất trên thế giới và là điểm thu hút du lịch quan trọng nhất của quốc gia và quốc tế của Guatemala. Nhà thám hiểm người Đức Alexander von Humboldt đã gọi đó là "hồ nước đẹp nhất thế giới", và Aldous Huxley nổi tiếng đã viết về nó trong cuốn sách du lịch năm 1934 của ông Beyond the Mexique Bay: "Lake Como, dường như tôi, Nhưng Atitlán là Como với những hoa văn bổ sung cho một số núi lửa khổng lồ, thực sự là một điều rất tốt ".

## Nông nghiệp
Khu vực này hỗ trợ cà phê và bơ rộng rãi và nhiều loại cây nông nghiệp, đặc biệt là bắp và hành. Các loại cây trồng quan trọng bao gồm: ngô, hành, đậu, bí, cà chua, dưa chuột, tỏi, rau cải dâu tây và trái cây Pitahaya. Hồ tự nó là một nguồn thức ăn quan trọng cho dân số bản địa chủ yếu.

## Lịch sử địa chất

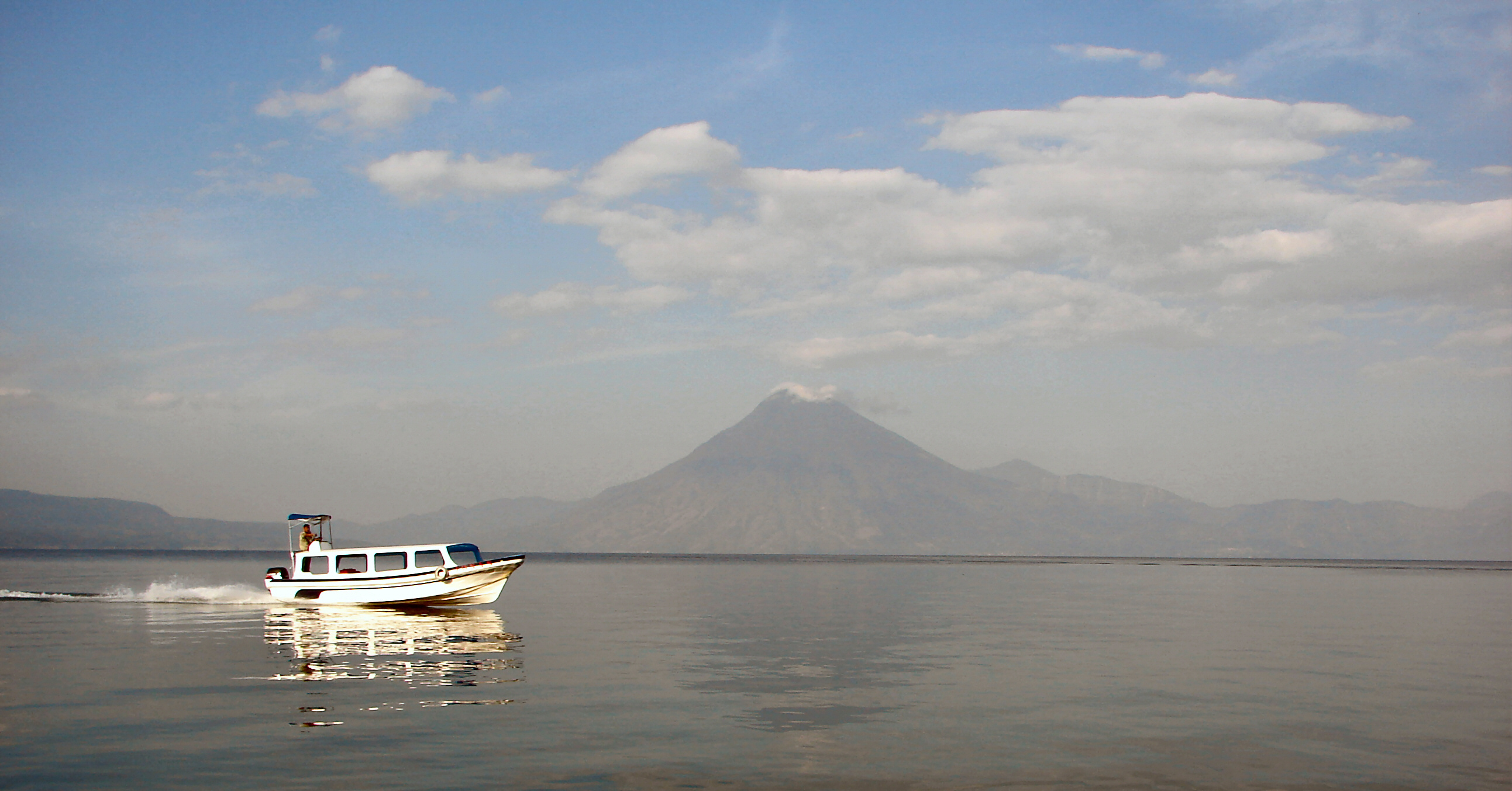
Nhìn ra khắp Hồ Atitlán từ Panajachel đến Volcán San Pedro

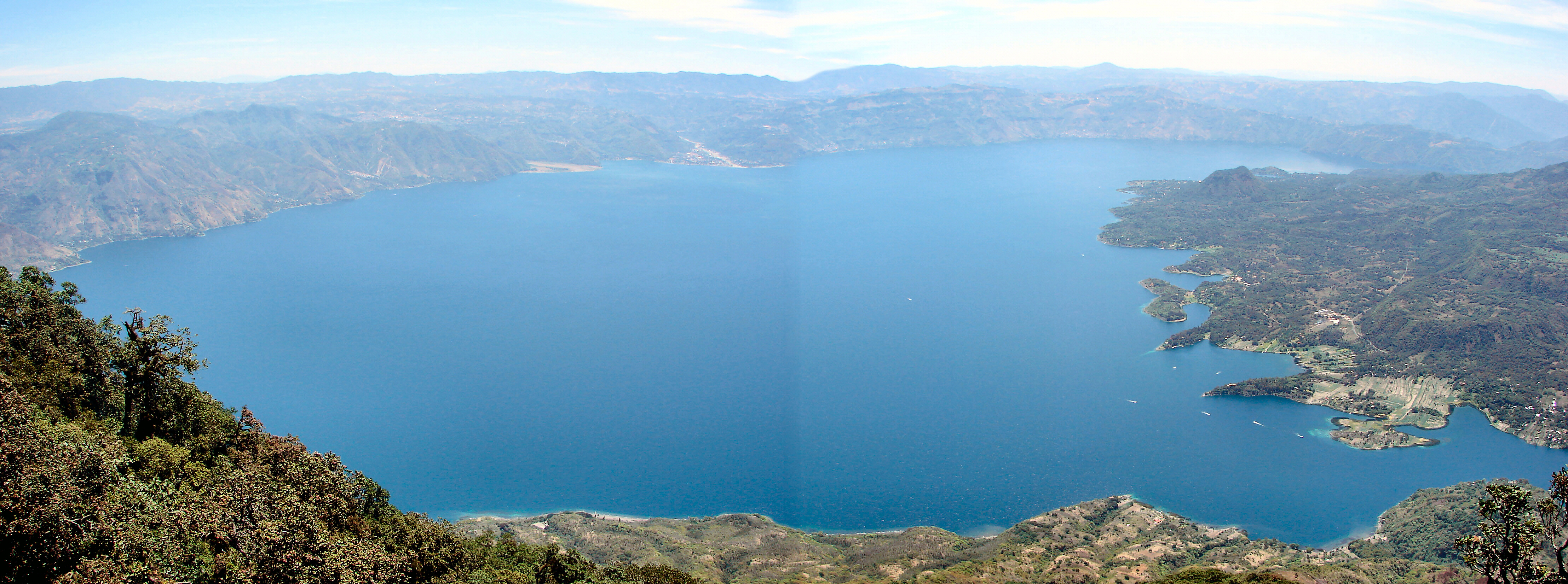
Toàn cảnh hồ như được nhìn thấy từ trên cùng của Volcán San Pedro hoặc từ trên xuống dưới cùng của ảnh vệ tinh ở đầu trang này

Hoạt động núi lửa đầu tiên trong khu vực xảy ra khoảng 11 triệu năm trước, và kể từ đó vùng này đã chứng kiến bốn đợt phát triển núi lửa và sụp đổ của đá vôi, riêng rẽ gần đây nhất đã bắt đầu khoảng 1,8 triệu năm trước và đã lên tới đỉnh điểm trong sự hình thành hiện tại Caldera. Hồ hiện nay chiếm một phần lớn miệng núi lửa, đạt đến độ sâu 600 mét.
Vụ phun trào núi lửa được gọi là vụ phun trào Los Chocoyos và phun lên đến 300 km3 (72 dặm / h) tephra. Vụ phun trào khổng lồ phân tán tro trên diện tích khoảng 6 triệu km²: nó đã được phát hiện từ Florida đến Ecuador và có thể được sử dụng như là một chỉ dẫn địa tầng ở cả Thái Bình Dương và Đại Tây Dương (gọi là Y-8 tro trong các mỏ biển). Một chocoyo là một loại chim thường được tìm thấy làm tổ trong lớp tro tương đối mềm.
Kể từ cuối Los Chocoyos, hoạt động núi lửa tiếp tục xây dựng ba núi lửa trong miệng núi lửa. Volcán Atitlán nằm ở rìa phía nam của miệng núi lửa, trong khi Volcán San Pedro và Volcán Tolimán nằm trong vương triều. San Pedro là người già nhất trong số ba người và dường như đã ngừng phun trào khoảng 40.000 năm trước. Tolimán bắt đầu phát triển sau khi San Pedro ngừng phun trào, và có thể vẫn hoạt động, mặc dù nó không bùng nổ trong thời kỳ lịch sử. Atitlán đã phát triển gần như hoàn toàn trong 10.000 năm qua và vẫn hoạt động, với vụ phun trào gần đây nhất xảy ra vào năm 1853.
Vào ngày 4 tháng 2 năm 1976, một trận động đất lớn (cường độ 7,5) đã tấn công Guatemala, giết chết hơn 26.000 người. Trận động đất đã làm nứt lòng hồ và gây ra hiện tượng thoát nước dưới lòng hồ, cho phép mực nước hạ xuống 2 mét trong vòng một tháng.

## Lịch sử sinh thái
Năm 1955, khu vực xung quanh hồ Atitlán đã trở thành một vườn quốc gia. Hồ này hầu như không được biết đến với toàn thế giới, và Guatemala đang tìm cách tăng du lịch và thúc đẩy nền kinh tế địa phương. Pan American World Airways đã đề xuất rằng thả cá với một cá tặng bởi những ngư dân sẽ là một cách để làm điều đó. Kết quả là một loài cá kỳ lạ đã được đưa vào hồ vào năm 1958. Loài cá vược đen nhanh chóng đưa nó đến ngôi nhà mới và gây ra sự thay đổi triệt để trong thành phần loài của Hồ. Các loài cá ăn cắp đã gây ra sự loại bỏ hơn hai phần ba số loài cá bản địa trong hồ và đã gây ra sự tuyệt chủng của loài Podilymbus gigasAtitlan grebe, một loài chim quý hiếm chỉ sống trong Vùng lân cận Hồ Atitlán.
Một khía cạnh độc đáo của khí hậu là cái được gọi là Xocomil (của ngôn ngữ Kaqchickel có nghĩa là "gió mang tội lỗi"). Gió này là phổ biến vào cuối buổi chiều và chiều qua hồ; Nó được cho là cuộc gặp gỡ của gió ấm từ cuộc chiến tranh lạnh hơn Thái Bình Dương gió từ phía Bắc.
Vào tháng 8 năm 2015, một loài tảo nổi gọi là vi khuẩn Microcystis lại xuất hiện ở Hồ Atitlan; Sự xuất hiện lớn đầu tiên là vào năm 2009. Tập đoàn quan liêu đã được đổ lỗi cho việc thiếu hành động để cứu hồ. Nếu các hoạt động hiện tại tiếp tục không được kiểm tra, việc xả hóa hồ sẽ làm cho nó không thích hợp cho việc sử dụng của con người.